# Боб Фоси
Боб Фоси (енгл. Bob Fosse; IPA: ), рођен као Роберт Луис Фоси (енгл. Robert Louis Fosse; Чикаго, 23. јун 1927 — Вашингтон, 23. септембар 1987) био је амерички глумац, плесач, позоришни кореограф, филмски и позоришни редитељ, сценариста и монтажер. Сматра се за једног од највећих америчких мајстора мјузикла, а најпознатији је по филмовима Кабаре (енгл. Cabaret) из 1972. (за који је освојио Оскара за режију) и Сав тај џез (енгл. All That Jazz) из 1980. године.

## Животопис
Рођен је као Роберт Лоуис Фоси у Чикагу у породици Норвежанина и Иркиње као најмлађе од шестеро деце. Након матуре, удружио се с Чарлесом Грасом, још једним младим плесачем, и почео сарадњу под именом, The Rift Brothers. Наступали су по позоришним сценама широм Чикага.
Фоси је ангажован за шоу Tough Situation, који се одржавао у војним и морнаричким базама на Пацифику. Касније је рекао како је током те турнеје усавршио своје перформерске, кореографске и режисерске вештине. Преселио се у Холивуд с амбицијом да буде нови Фред Астер. Први филмски наступи били су му у филмовима попут Give Girl A Break, The Affairs of Dobie Gillis и Kiss Me, Kate, сви објављени 1953. У последњем је израдио кореографију за кратку секвенцу, што је привукло пажњу продуцената с Броадвеја.
Иако је Фосијева каријера на филму непланирано завршена раним губитком косе, што је ограничило улоге које је могао добити, невољно се преселио из Холивуда у позориште. Године 1954, израдио је кореографију за свој први мјузикл, The Pajama Game, након чега су следили Damn Yankees 1955. Док је радио на потоњем, упознао је Гвен Вердон.
Фоси је развио плесни џез стил који је одмах постао препознатљив, јер је исијавао стилизовану, циничну сексуалност. Његов стил је укључивао технике као што су кољена окренута према унутра, заобљена рамена и изолацију тела. С Фредом Астером као узором, користио је реквизите као што су полуцилиндри, штапови од трске и столице. Користио је рукавице, јер није волео своје руке.
Фоси је режирао пет дугометражних филмова. Његов први, Sweet Charity из 1969, био је адаптација његовог бродвејског мјузикла. Његов други филм, Кабаре, освојио је осам Оскара, укључујући оног за најбољу режију. Након тога је 1974. режирао Lenny, биографски филм о самодеструктивном комичару Ленију Брусу. Lenny је био номинован за Оскаре за најбољи филм и најбољег режисера. Године 1979, је био један од сценариста и редитељ полуаутобиографског филма Сав тај џез, који је освојио четири Оскара. Сав тај џез је донео је Фосију његову трећу номинацију за Оскара за најбољег режисера, а филм је био номинован и за најбољи филм. Осим тога, Сав тај џез је освојио Златну палму на Филмском фестивалу у Кану 1980. Фосијев последњи филм, Star 80 из 1983, био је контроверзни биопик о Плејбојевој зечици Дороти Стратен. Критике су биле подељене, иако су Ричард Шикел из Тајма и Рекс Рид написали величанствене рецензије.
Боб Фоси је умро од срчаног удара у шездесетој години.

## Бракови
Фоси је прво био ожењен плесачицом Мари Ан Најлс, затим с плесачицом Џоан Макракен од 1951. до 1959, а након тога је оженио плесачицу Гвен Вердон, 1960. Они су добили једну кћер, Никол Провиденс Фоси, која је такође плесачица. У седамдесетима се растао од Гвен. У међувремену је био у вези с Ан Рајнкинг и Џесиком Ланг.

## Иновативна кореографија
Фоси је био иновативан кореограф који је постигао многа достигнућа у свом животу. Током The Pajama Game, Фоси је публици показао кључни елемент своје кореографије, нешто што је сматрао круцијалним: елемент изненађења. За Damn Yankees, Фоси је инспирацију покупио од „оца америчког џез плеса”, Џека Колија. На њега је утицај извршио и Џером Робинс. Током мјузикла Redhead, Фоси је увео једну од првих балетских секвенци у представи која је садржавала пет различитих плесних стилова; Фосијев џез, кан-кан, ромски плес, корачницу и стари енглески дворански број. The Conquering Hero је био Фосијев најизазовнији комад. Током представе је објављено да Фоси има епилепсију, јер је имао напад на позорници током пробе.
Његов успех се, међутим, наставио и након тога, а он је и даље уносио иновације у свет бродвејске кореографије. Увео је тренд осветљивања како би скренуо пажњу публике на одређене ствари. Он и Вердон су 1957. године радили са Санфордом Мајснером како развили боље глумачке технике. Фоси је веровао да је „Врејеме за певање време кад је ваш емоционални ниво превисок само да би нешто говорили, а време за плес кад су ваше емоције прејаке како би само певали о томе како се осећате.”

## Награде
Фоси је за свој рад зарадио многе награде, укључујући награде Тони за Pippina и Sweet Charity, Оскар за Кабаре и Емија за Лиза са "З". Он је био прва особа која је освојила све три награде у истој години (1973). Његов полуаутобиографски филм, Сав тај џез (1979), освојио је Златну палму. Приказује страственог пушача који подлеже својим радохоличарским навикама.
Ревија Фоси освојила је награду Тони за најбољи мјузикл, а 2001. њему (заједно с Ан Рајнкинг) награду Лоренс Оливиер за најбољу позоришну кореографију. Докуменатарац Била Хенрија о Фоссиовом раду из 1990, продукован за ПБС-ову серију Dance in America: Great Performances, освојио је Емија те године. Интерес за Фосијев рад оживео је након поновних постављања његових дела и филма Chicago (2002). Кореографија Роба Маршала за филм опонаша Фосијев стил, али избегава специфичне технике из оригинала.

## Радови

### Позориште
| Година | Налсов                                           | Улога                                     | Место одржавања                   | Реф.   |
| ------ | ------------------------------------------------ | ----------------------------------------- | --------------------------------- | ------ |
| 1947   | Call Me Mister                                   | извођач – хор                             | Национална тура                   |        |
| 1948   | Make Mine Manhattan                              | извођач                                   | Национална тура                   |        |
| 1950   | Dance Me a Song                                  | извођач – плесач                          | Позориште Ројал, Бродвеј          | [ 8 ]  |
| 1951   | Billion Dollar Baby                              | глумац – Чамп Вотсон                      | Алвиново позориште, Бродвеј       | [ 9 ]  |
| 1952   | Pal Joey                                         | Глумац – Џои Еванс (асистант)             | Позориште Бродхерст, Бродвеј      |        |
| 1954   | The Pajama Game                                  | кореограф                                 | Позориште Бродхерст, Бродвеј      |        |
| 1955   | Damn Yankees                                     | кореограф                                 | Аделфијево позориште, Бродвеј     |        |
| 1956   | Bells Are Ringing                                | ко-кореограф                              | Алвиново позориште, Бродвеј       |        |
| 1958   | New Girl in Town                                 | кореограф                                 | Позориште 46. улице, Бродвеј      |        |
| 1959   | Redhead                                          | режисер, кореограф                        | Позориште 46. улице, Бродвеј      |        |
| 1961   | The Conquering Hero                              | кореограф (некредитирано)                 | АНТА позориште, Бродвеј           |        |
| 1961   | How to Succeed in Business Without Really Trying | кореограф                                 | Позориште 46. улице, Бродвеј      |        |
| 1962   | Little Me                                        | ко-редитељ, ко-кореограф                  | Лант-Фонтаново позориште, Бродвеј |        |
| 1963   | Pal Joey                                         | Џои Еванс                                 | Центар града Њујорка, Бродвеј     |        |
| 1965   | Pleasures and Palaces                            | редитељ, кореограф                        | Фишерово позорипте, Детројт       | [ 10 ] |
| 1966   | Слатко милосрђе                                  | редитељ, кореограф                        | Позориште Палата, Бродвеј         |        |
| 1972   | Pippin                                           | књиге (некредитирано), редитељ, кореограф | Позориште Минскоф, Бродвеј        |        |
| 1972   | Liza                                             | редитељ, кореограф                        | Позорипте Зимска башта, Бродвеј   | [ 11 ] |
| 1975   | Chicago                                          | књига; редитељ, кореограф                 | Позориште 46. улице, Бродвеј      |        |
| 1978   | Dancin'                                          | редитељ, кореограф                        | Позориште Амбасадор, Бродвеј      |        |
| 1986   | Big Deal                                         | редитељ, кореограф                        | Бродвејско позориште, Бродвеј     |        |

### Филм
| Година | Наслов                      | Режисер | Писац | Кореограф | Глумац | Улога                               | Реф. |
| ------ | --------------------------- | ------- | ----- | --------- | ------ | ----------------------------------- | ---- |
| 1953   | The Affairs of Dobie Gillis |         |       |           | Да     | Charlie Trask                       |      |
| 1953   | Kiss Me Kate                |         |       |           | Да     | Hortensio                           |      |
| 1953   | Give a Girl a Break         |         |       |           | Да     | Bob Dowdy                           |      |
| 1955   | My Sister Eileen            |         |       |           | Да     | Frank                               |      |
| 1957   | The Pajama Game             |         |       | Да        |        |                                     |      |
| 1958   | Damn Yankees                |         |       | Да        | Да     | Mambo Dancer (uncredited)           |      |
| 1969   | Sweet Charity               | Да      |       | Да        |        |                                     |      |
| 1972   | Cabaret                     | Да      |       | Да        |        |                                     |      |
| 1974   | The Little Prince           |         |       | Да        | Да     | Actor – The Snake                   |      |
| 1974   | Lenny                       | Да      |       |           | Да     | The Interviewer (voice, uncredited) |      |
| 1977   | Thieves                     |         |       |           | Да     | Mr. Day                             |      |
| 1979   | All That Jazz               | Да      | Да    | Да        |        |                                     |      |
| 1983   | Star 80                     | Да      | Да    |           |        |                                     |      |

### Телевизија
| Година | Наслов                                 | Улога                                   | Напомене              | Реф. |
| ------ | -------------------------------------- | --------------------------------------- | --------------------- | ---- |
| 1950   | The George Burns and Gracie Allen Show | Плесна нумера са супругом Мери Ан Најлс | Епизода:              |      |
| 1959   | Startime                               | Режисер                                 | Епизода:              |      |
| 1972   | Liza with a Z                          | Режисер                                 | Телевизијски специјал |      |